# Ecorregión Chaco Húmedo
El Chaco húmedo u Oriental es una subregión del Gran Chaco que se diferencia del resto por su mayor pluviosidad, lo que genera mayor cantidad de cursos fluviales y humedales, por lo tanto, una flora y fauna distinta a la de otras regiones chaqueñas más secas. Ocupa el centro-noreste de la Argentina y el centro del Paraguay.

## Clima y geografía
Las lluvias son intensas, alcanzando valores de entre 1900 y 1050 mm anuales. La temperatura varía entre los 20 y 24 °C como promedio anual.
El drenaje de la zona se encuentra bien formado. Los ríos Paraguay y Paraná son los que reciben la mayor parte de la humedad. Esta combinación de clima húmedo y bien drenado da lugar a un paisaje con tierras altas que acompañan el curso de los ríos y se alternan con esteros y cañadas.
El Chaco húmedo también recibe afluentes provenientes de la Cordillera de los Andes. Los principales ríos son el Pilcomayo, el Bermejo, el Juramento-Salado y el Tafí-Dulce. Cuando estos ríos atraviesan la planicie chaqueña, sus cauces se vuelven inestables.
El Chaco húmedo está ubicado en las provincias argentinas de Formosa, Chaco y norte de Santa Fe, como en la región central de Paraguay.

## Biodiversidad
Debido a las condiciones climáticas, la biodiversidad del Chaco húmedo es grande y variada. Cabe destacar la cantidad de especies de reptiles, aves y mamíferos:

### Reptiles
Las condiciones pantanosas de esta región dan albergue al yacaré negro (Caiman yacare), el yacaré overo (Caiman latirostris), la iguana overa (Tupinambis merianae), la tortuga canaleta chaqueña (Acanthochelys pallidipectoris), la boa curiyú (Eunectes notaeus) y la yarará grande (Bothrops alternatus).

### Aves
Las especies de aves también son muy variadas. Podemos encontrar al tuyuyú (Mycteria americana), el jote cabeza amarilla (Cathartes burrovianus), el águila coronada (Harpyhaliaetus coronatus), el guaicurú (Herpetotheres cachinnanas), el aguilucho pampa (Busarellus nigricollis), la charata (Ortalis canicollis), el milano chico (Gampsonyx swainsonii), el ipacaá (Aramides ypecaha), el carpintero lomo blanco (Campephilus leucopogon), la urraca morada (Cyanocorax cyanomelas), el yetapa de collar (Alectrurus risora) y el boyero ala amarilla (Cacicus chrysopterus).

### Mamíferos
Entre los mamíferos, podemos mencionar la mulita grande (Dasypus novemcinctus), la comadreja overa (Didelphis albiventris), el oso hormiguero (Myrmecophaga tridactyla), el oso hormiguero amazónico (Tamandua tetradactyla), el mono carayá o aullador (Alouatta caraya), el mirikiná o mono de noche (Aotus azarai), el aguará guazú (Chrysocyon brachyurus), el zorro de monte (Cerdocyon thous), el lobito de río (Lontra longicaudis), el coipo (Myocastor coypus), el carpincho (Hydrochaeris hydrochaeris), el tuco tuco chaqueño (Ctenomys argentinus), el murciélago gigante (Chrotopterus auritus), el vampiro común (Desmodus rotundus), el ciervo de los pantanos (Blastocerus dichotomus), la corzuela parda (Mazama gouazoupira), el ocelote (Leopardus pardalis), el gato montés (Oncifelis geoffroyi), el puma (Puma concolor), el coatí (Nasua nasua), el aguará-popé (Procyon cancrivorous), el tapir (Tapirus terrestris) y el pecarí de collar (Pecari tajacu).